# القديسة فيرونيكا
غير معروف بالضبط أين ولدت القديسة فيرونيكا أو متى ولدت لكن من المعروف أنها ولدت في القرن الأول الميلادي وتقول القصص المتوارثة في التقليد أن القديسة فيرونيكا مسحت وجه السيد المسيح -حين وقع تحت ثقل الصليب- بدافع من حبّها له وإشفاقها عليه. وعند عودتها إلى منزلها وجدت أن صورة وجه السيد المسيح قد ظهرت على هذا المنديل، وقد ظهرت الآلام على ملامحه.  يقول التقليد الغربي أن فيرونيكا ذهبت إلى روما وشَفَت الإمبراطور طيباريوس بقوة المنديل الذي تحمله، وأنها عند نياحتها تركته للبطريرك القديس إكليمنضس.
بحسب التقليد في فرنسا فيرونيكا هي «زوجة زكا» (لو 19: 2-10)، خرجت هذه السيدة مع رجلها زكا العشار الذي باع كل ما يملك وذهبا ليبشرا بالسيد المسيح حتى بلغا إلى فرنسا. بشّرا بالإنجيل ونشرا المسيحية في منطقة جنوب فرنسا. وهناك قصص أخرى غير مؤكدة تجعل من فيرونيكا نفسها مرثا أخت لعازر، وابنة المرأة الكنعانية، والمرأة نازفة الدم وكذلك لا توجد إشارة إلى قصة فيرونيكا وحجابها في الأناجيل الكنسية . الأقرب هو معجزة المرأة التي لم تُذكر اسمها والتي شُفيت بلمس حاشية ثوب يسوع (لوقا 8: 43-48) .
في أوائل القرن الخامس عشر تمّ تحديد منزل فيرونيكا في المرحلة السادسة من مراحل طريق الصلبوت في أورشليم، وبعدها تدريجيًا صارت حادثة فيرونيكا -مع غيرها من الحوادث- إحدى المراحل الثابتة في هذا الطريق. ويُقال أن المنديل مازال موجودًا في كنيسة القديس بطرس في روما، مما يشهد بصحة التقليد.
و تاريخ نياحتها غير معلوم ولكن تعيد لها الكنيسة الكثوليكية في الثاني عشر من يوليو . 

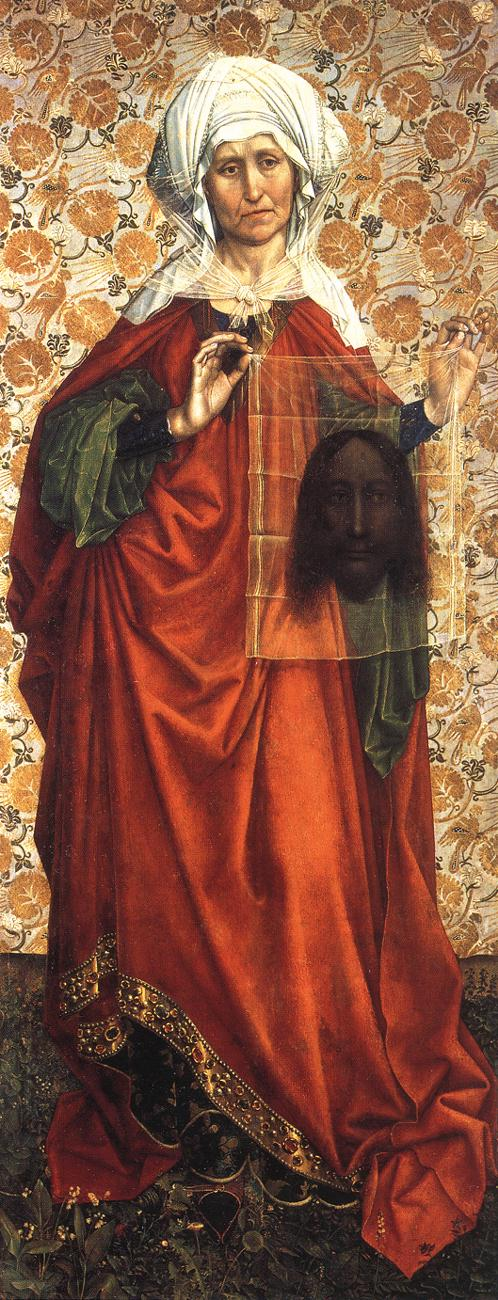
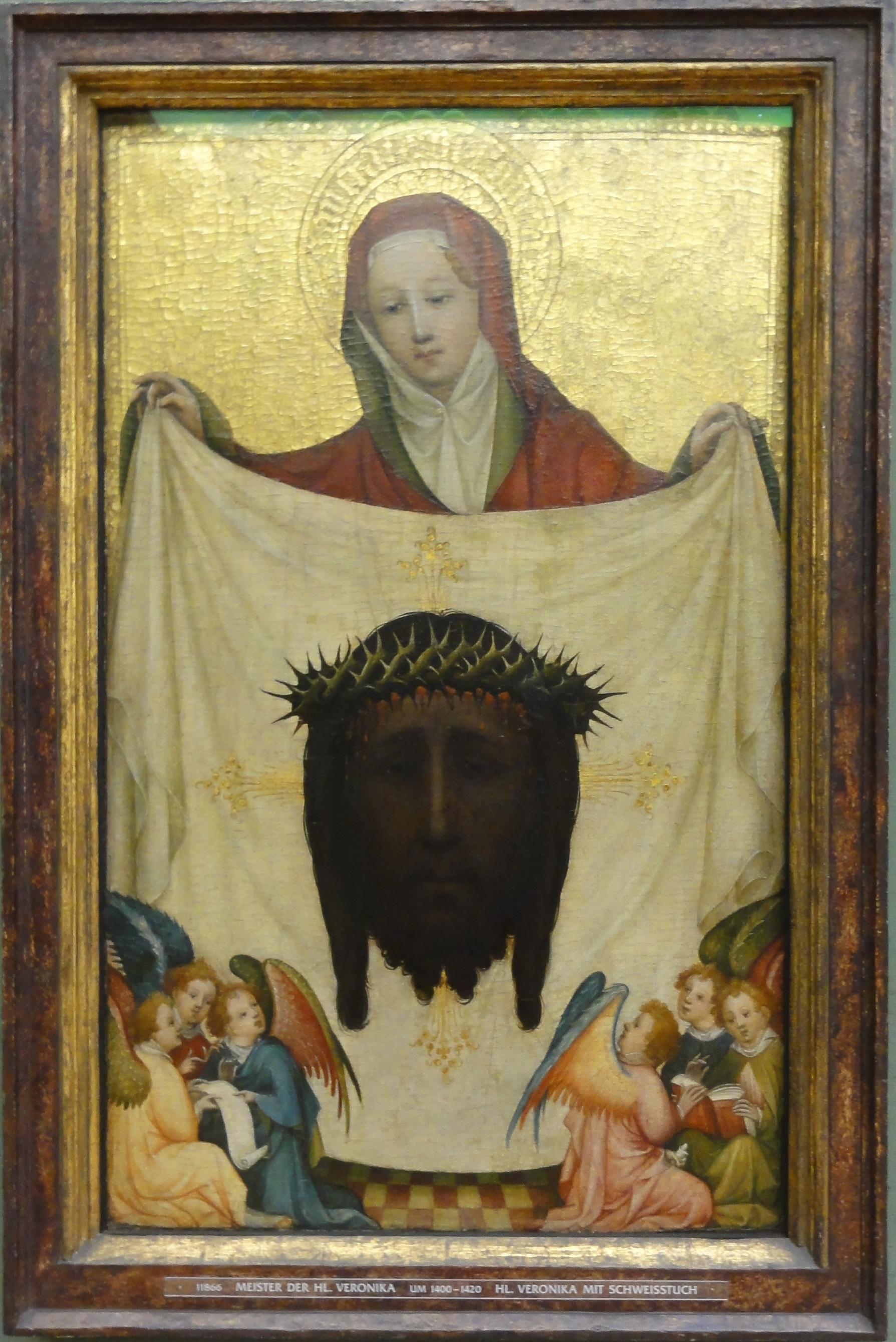
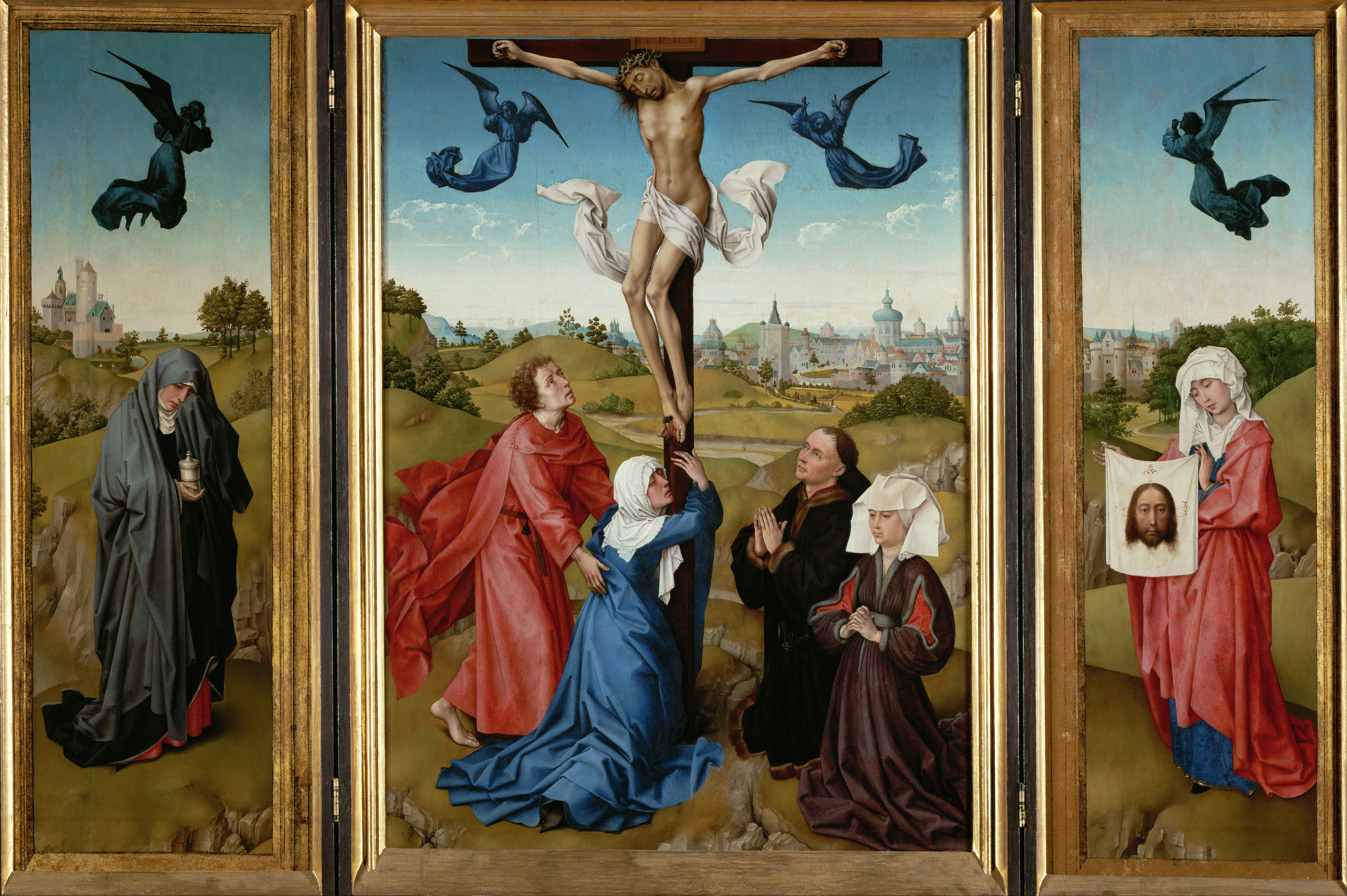
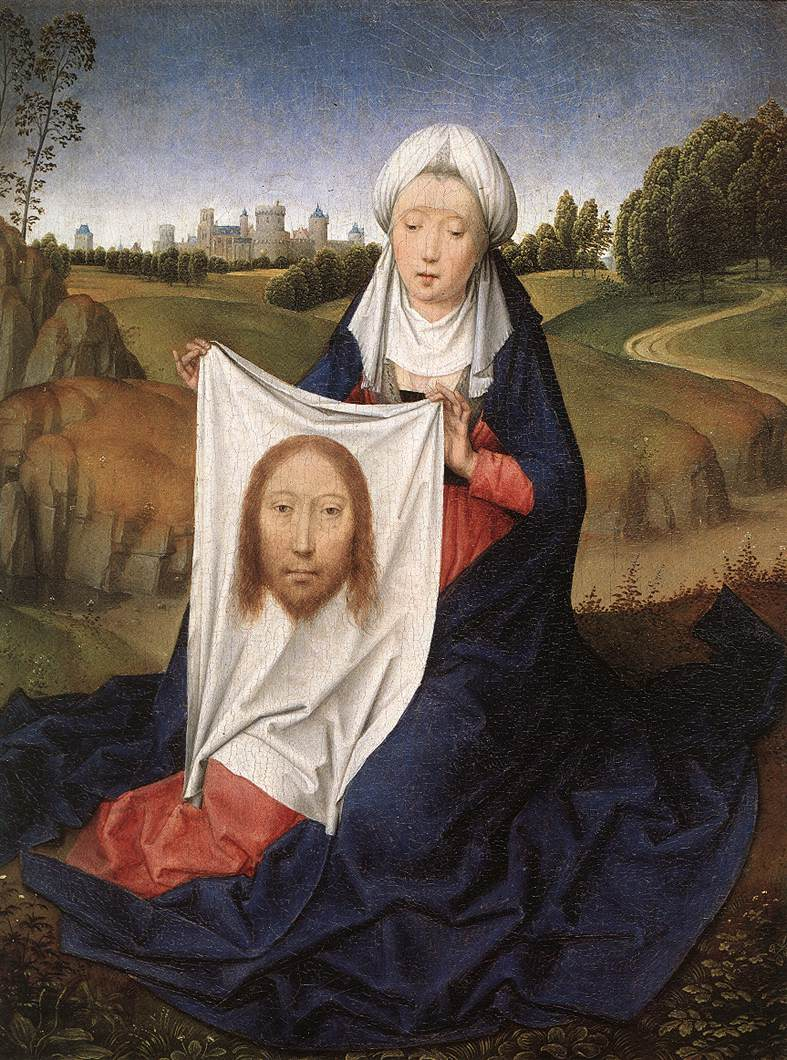
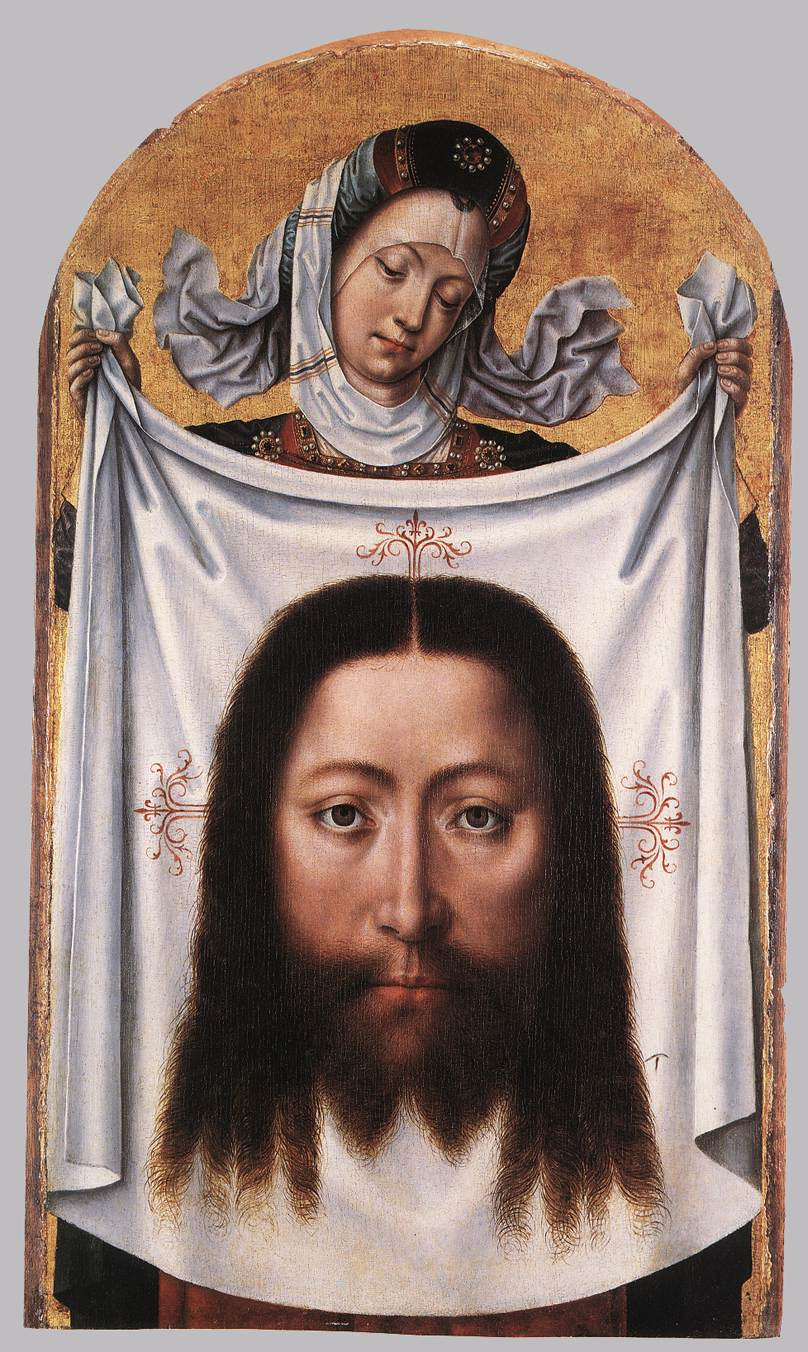
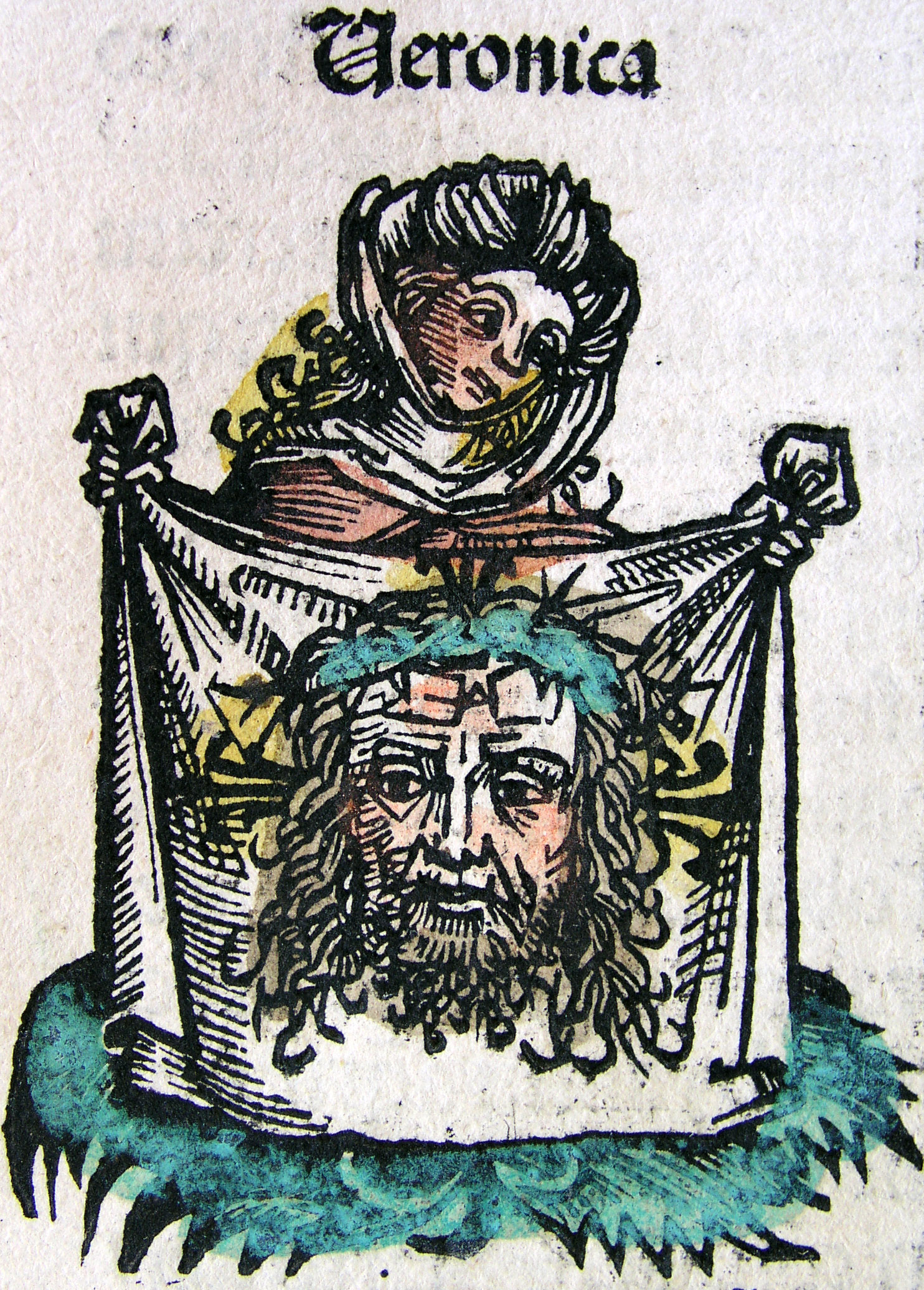
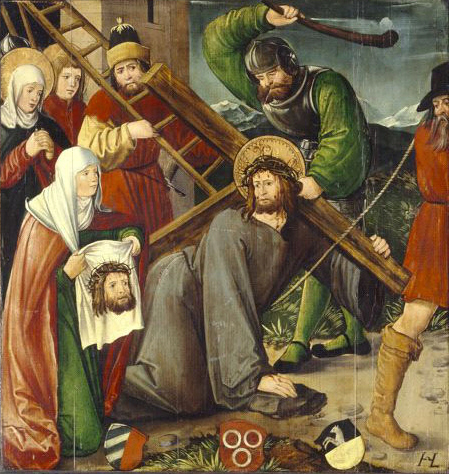
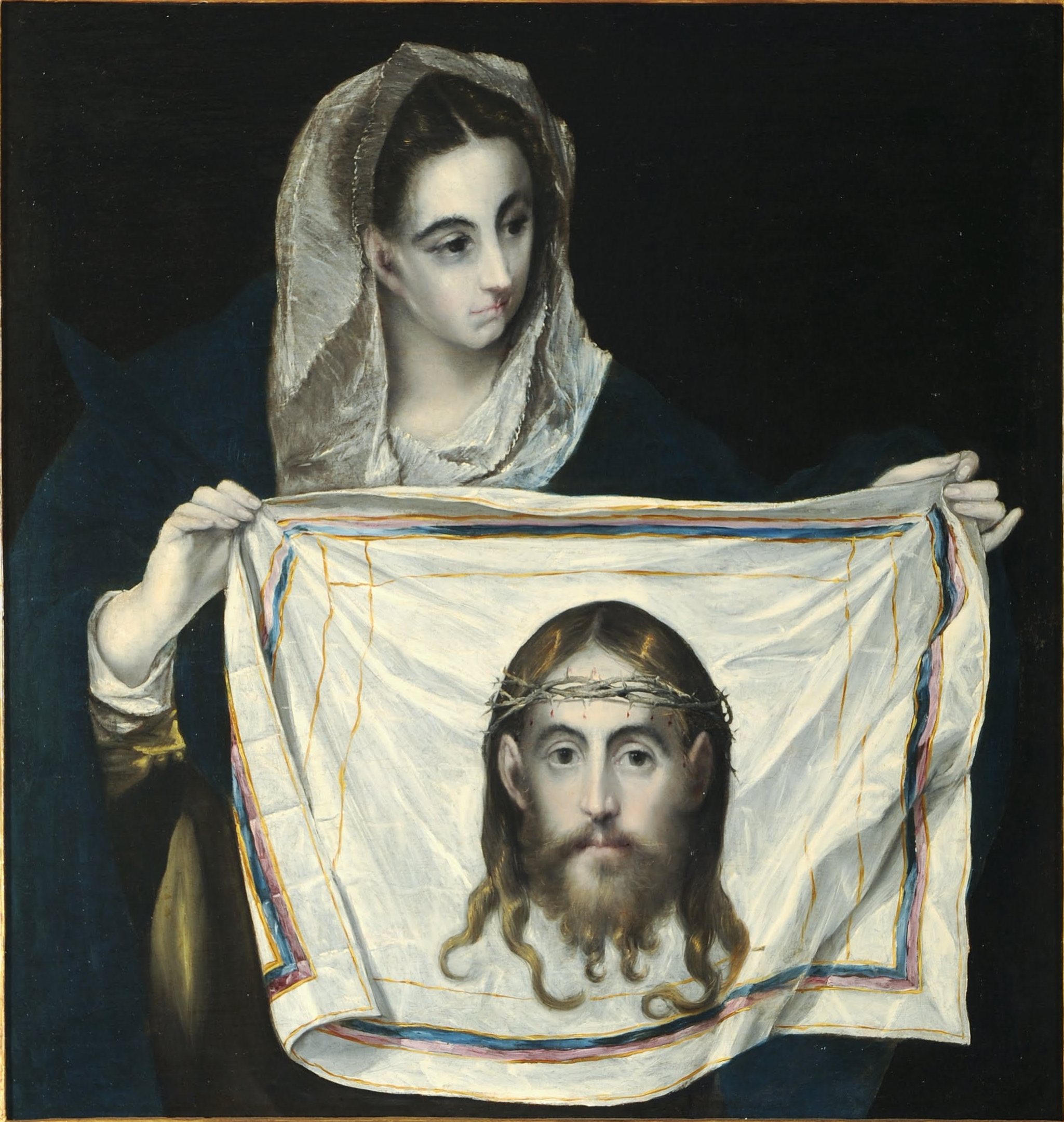
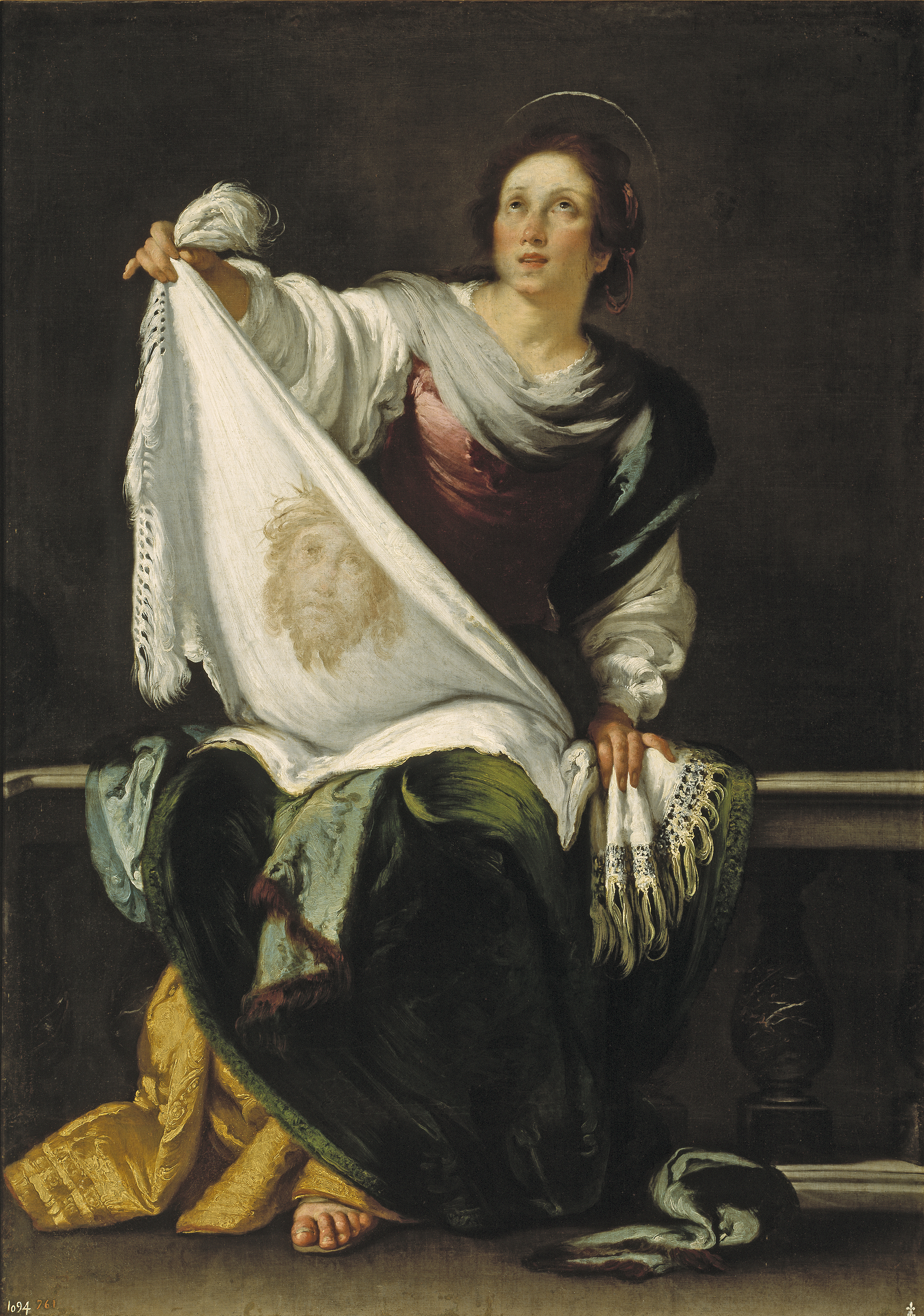
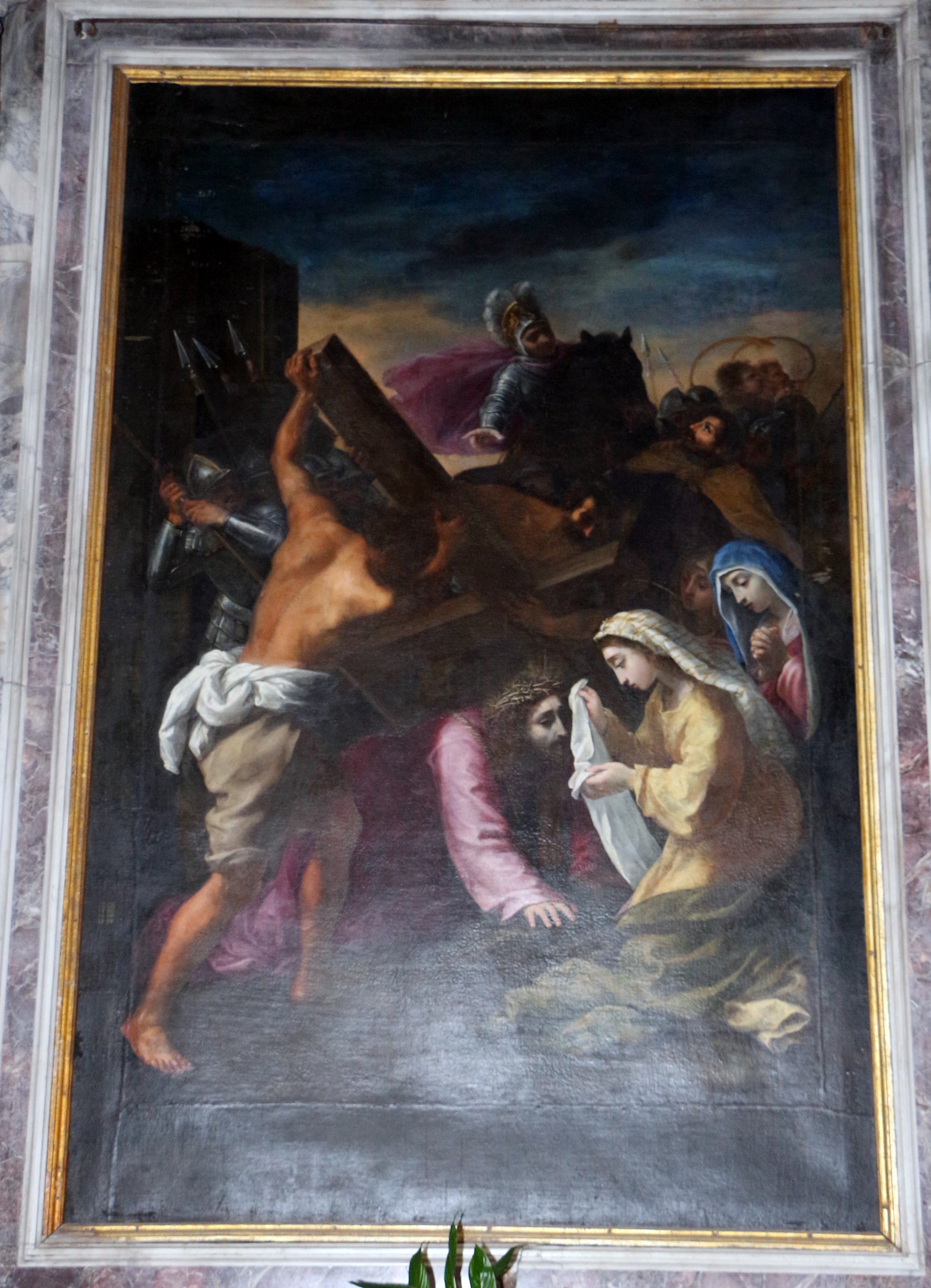
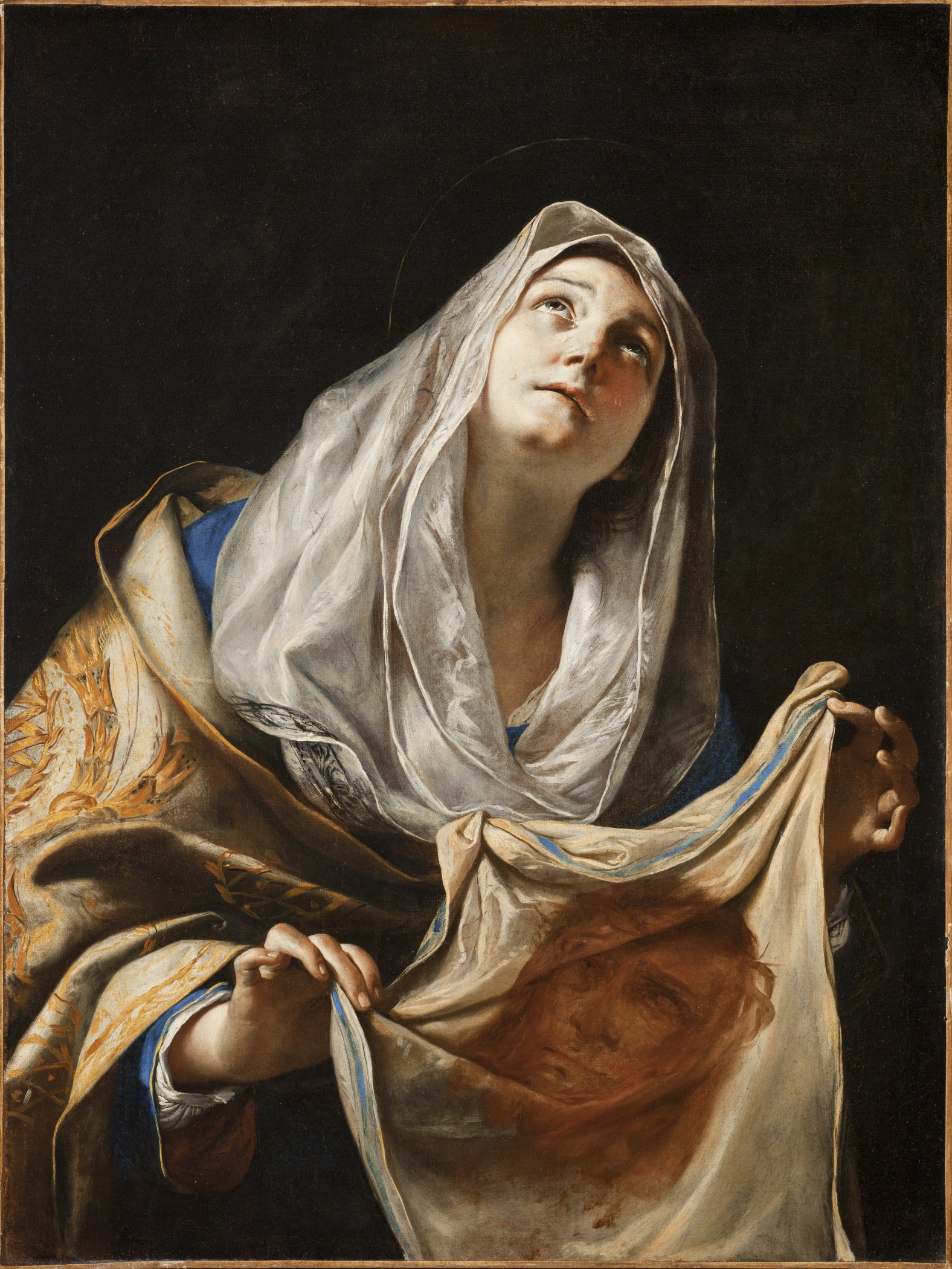
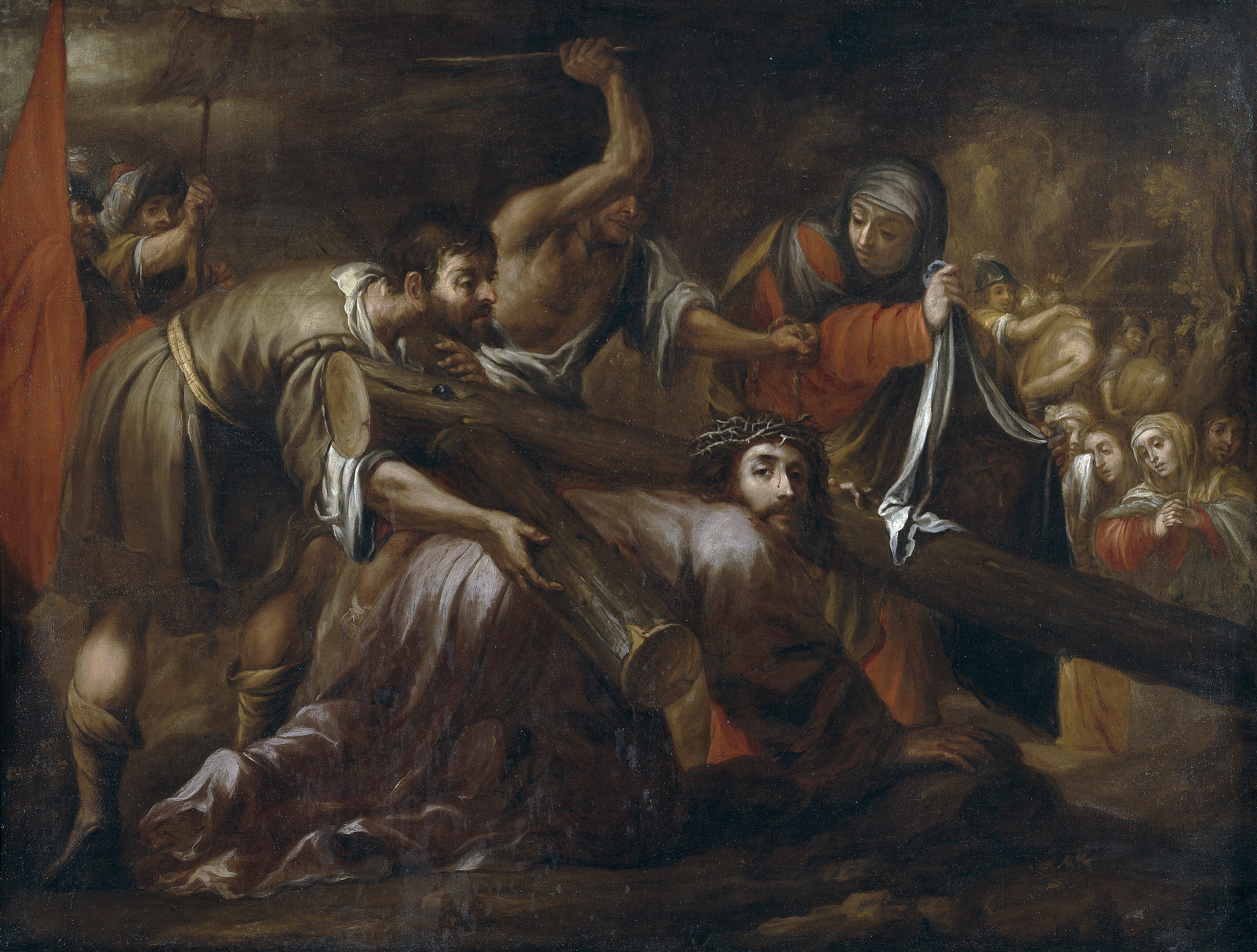
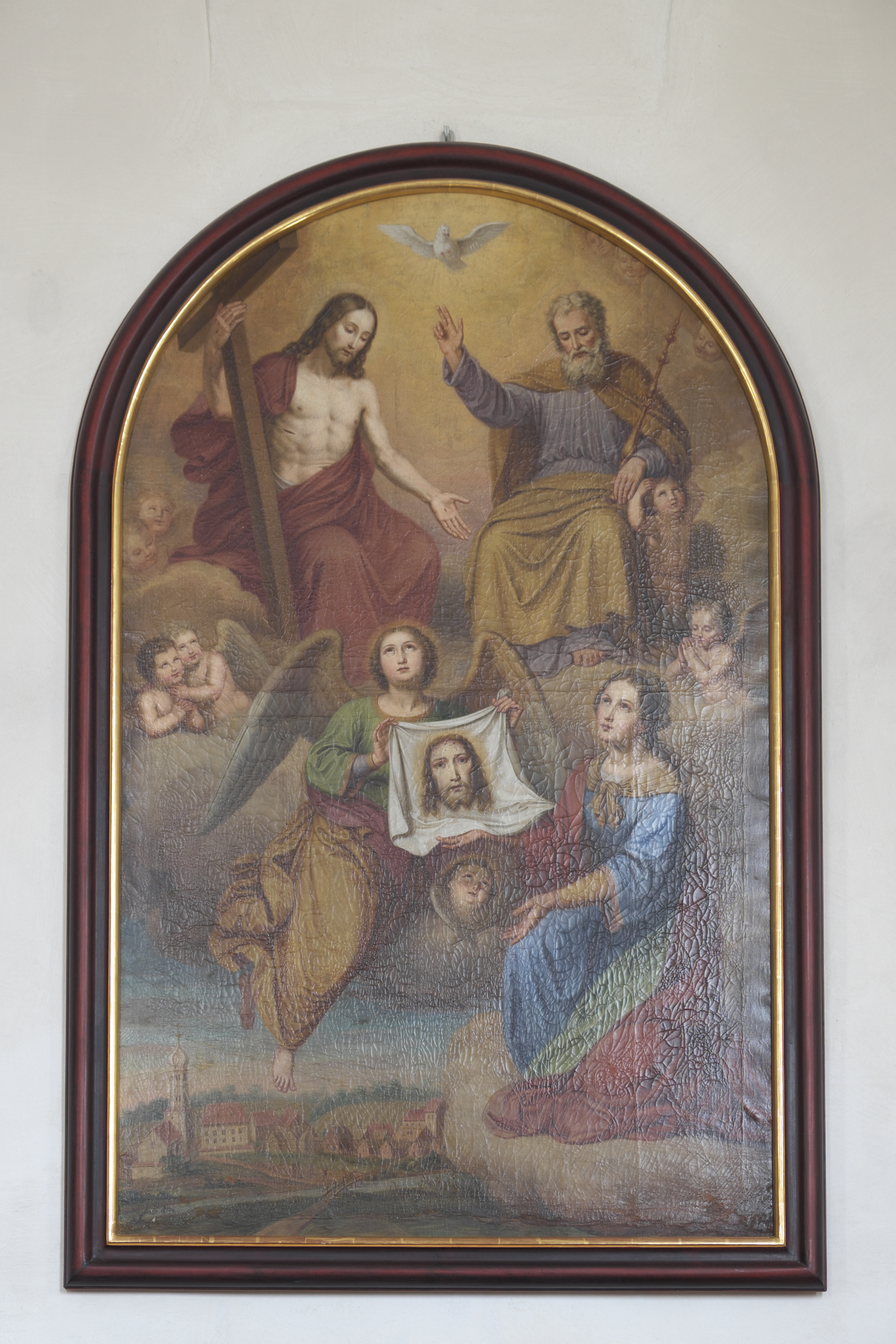
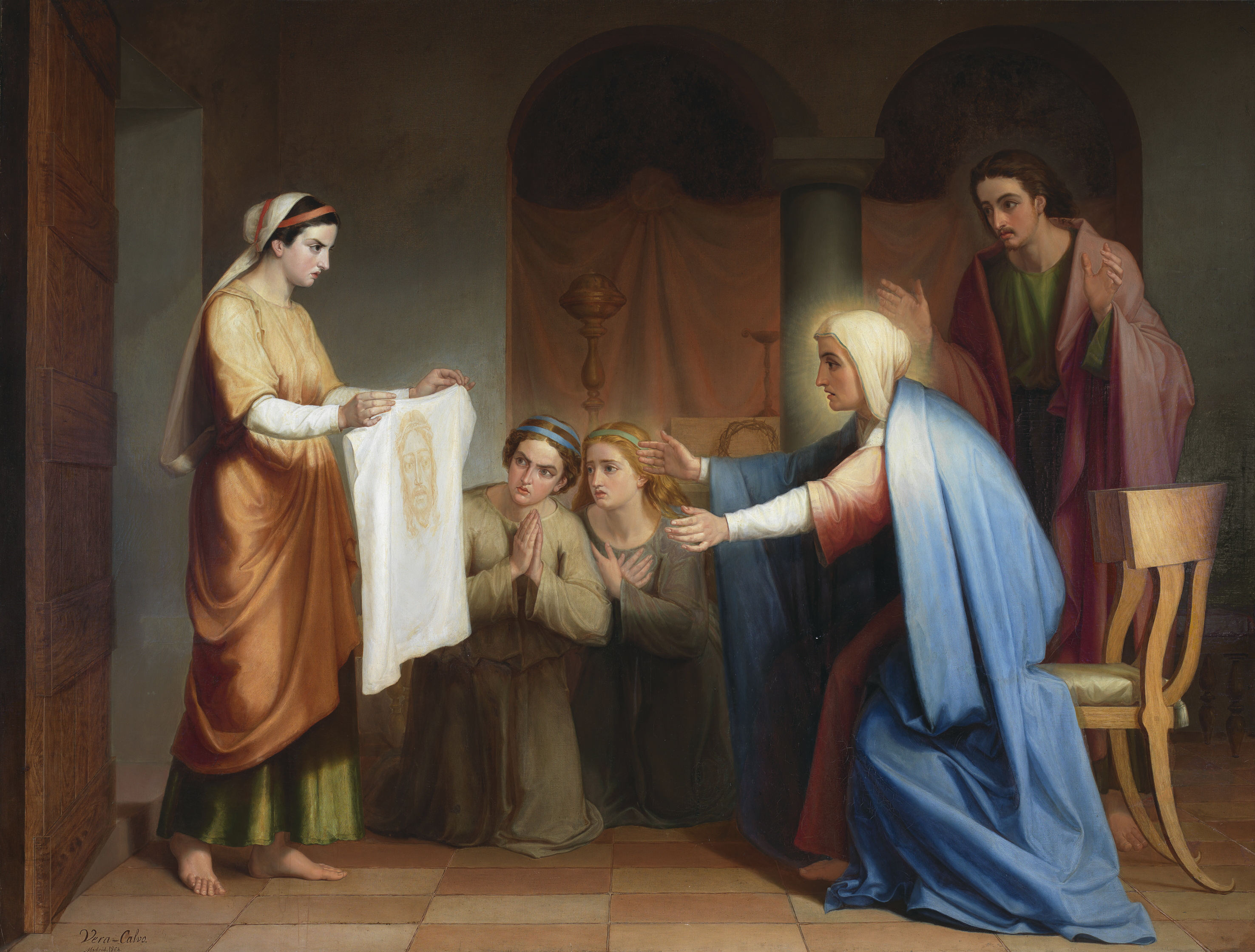

صور مختلفة للقديسة فيرونيكا 